# Pawina Thongsuk
Pawina Thongsuk (Sikhoraphum (Surin), 18 april 1979) is een Thais gewichtheffer. Tijdens de Olympische Zomerspelen 2004 in Athene won zij een gouden medaille in de sport gewichtheffen in de categorie vrouwen tot 75 kg. Ze won met een totaal in trekken en stoten van 272,5 kg.

## Gegevens
- Bijnaam: Kai (kip)
- Olympische Spelen: 2000, 2004
- Lengte: 1m56
- Gewicht: 69 kg
- Opleiding:Chiang Mai college voor lichamelijke opvoeding.
- Begonnen met de sport: 1992
- Coaches:Vinai Khamcheensri en Zhang Jiamin

## Palmares
- 3 gouden medailles in de 2002 wereldkampioenschappen in Warschau, Polen
- 4e plaats in de 2003 wereldkampioenschappen in Vancouver, Canada
- 7e plaats op de Olympische Zomerspelen 2000 in Sydney, Australië
- Gouden medaille in de 19e SEA spelen (Zuidoost-Aziatische spelen) in Indonesië
- Zilveren medaille tijdens de Aziatische Spelen 2002 in Busan Zuid-Korea
- 3 gouden medailles tijdens de werelduniversiteitsspelen 2003 in Italië
- Gouden medaille tijdens de SEA spelen (Zuidoost-Aziatische spelen) 2003 in Vietnam